# Grzybowo (powiat wągrowiecki)
Grzybowo – wieś w Polsce położona w województwie wielkopolskim, w powiecie wągrowieckim, w gminie Skoki, nad jeziorem Budziszewskim.
Początkowo właścicielem wsi był bliżej nieznany Grzibo, a pisownia wsi brzmiała Grzibowicze i Grzibowo. W 1840 była własnością rodziny Radolińskich. W 1864 liczyła 181 mieszkańców. W 1881 składała się z trzech części - Grzybowa Wsi, Nowej Karczmy i Osady Starej. W dwudziestoleciu międzywojennym egzystowało tu tylko pięć gospodarstw, z których trzy należały do osób narodowości niemieckiej. W latach 1975–1998 miejscowość należała administracyjnie do województwa poznańskiego. W 1993 pozostały już tylko trzy gospodarstwa, a ziemię uprawiała Rolnicza Spółdzielnia Produkcyjna z pobliskiego Lechlina. We wsi dominuje charakter letniskowy - w lesie i na brzegach jeziora stoi około pięćset domków o różnym standardzie. 